# Casale sul Sile
Casale sul Sile település Olaszországban, Veneto régióban, Treviso megyében. Lakosainak száma 13 168 fő (2023. január 1.). Casale sul Sile Casier, Mogliano Veneto, Preganziol, Quarto d'Altino, Roncade és Silea községekkel határos.

## Népesség
A település népességének változása:
| Lakosok száma | 12 995 | 13 032 | 13 168 |
|               | 2017   | 2018   | 2023   |